# おいらせ町民バス

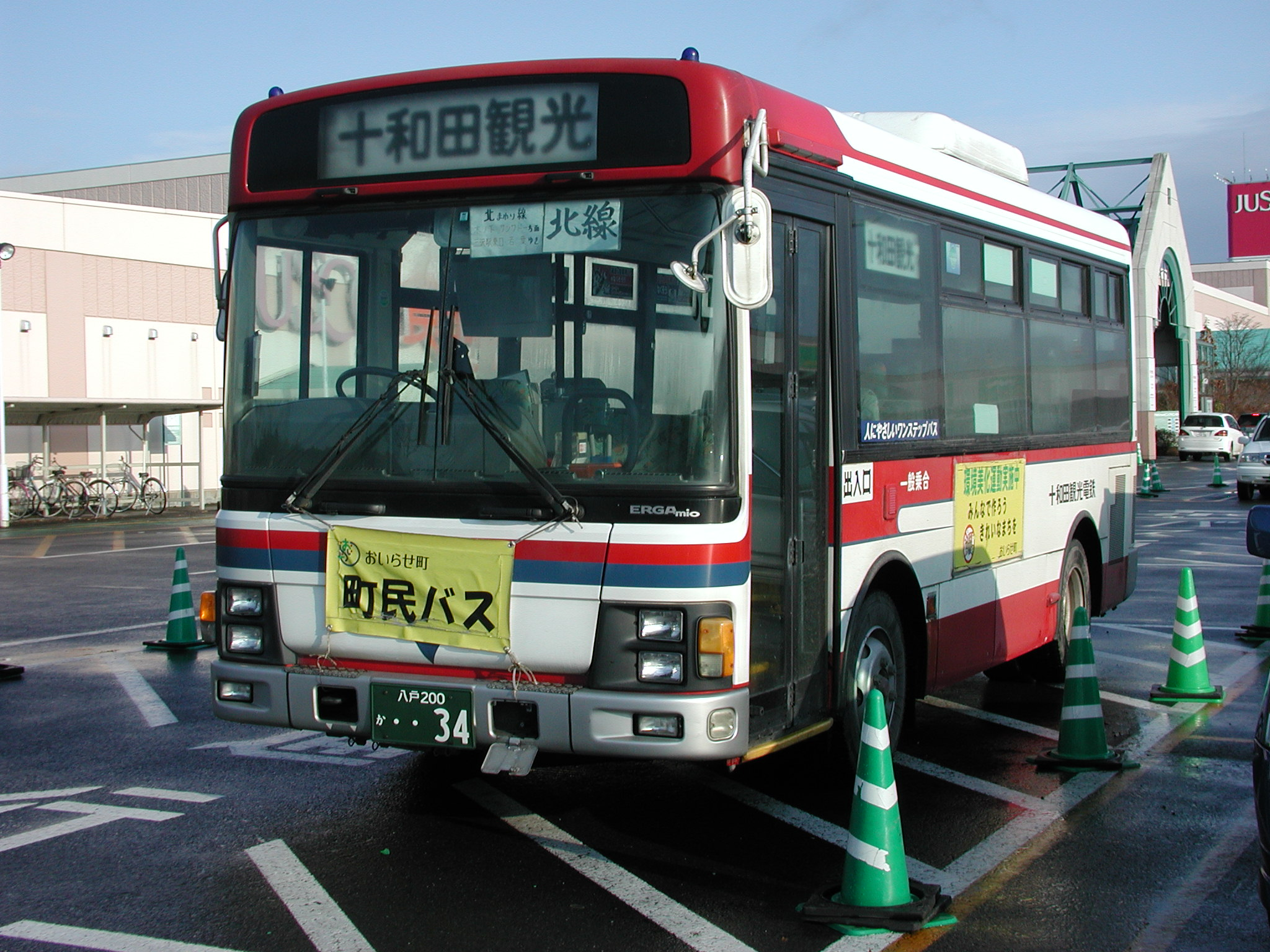
イオンモール下田：ジャスコ（当時）食品館前バスのりば近くにて
（十鉄オリジナル塗色：2007年12月撮影）

おいらせ町民バス（おいらせちょうみんバス）は青森県上北郡おいらせ町が企画・運営する路線バスである。近年まで愛称は「しーもくん」（当時の下田町のマスコットキャラクター「しーもくん」にちなむ）であったが、2007年4月の再編の際に愛称が廃止された。

## 沿革
- 2001年11月1日 - 下田町が試行運行開始。
- 2002年12月1日 - 本格運行開始。愛称を「しーもくん」とする。
- 2006年3月1日 - 下田町が百石町と合併して「おいらせ町」となったことに伴い、「おいらせ町民バス」に名称変更。
- 2007年4月1日 - 旧：百石町域で運行されていたおいらせ病院への送迎をするための「病院送迎バス」、及び、本庁舎と分庁舎等の公共施設を結ぶ「おいらせ町循環バス」（無料運行）を統合・一本化して再編。運行エリアを旧：百石町域にも拡大し、運行経路を一部変更。運賃を一乗車200円均一（小学生以上）に値上げ。
- 2009年10月1日 - 各線の間木経由において、間木～間木堤間に「東下田」停留所を新設。南回り線・東線の経路を一部変更及びバス停新設・廃止を実施。
- 2014年12月1日 - 東線の行き1便の始発変更。及び、帰り3・4・5便の経路一部変更などを実施[1]。
- 2015年10月1日 - 南線5便を内回りから外回りに変更。北線の時間配分変更。バス停の新設（南線に「鍋久保西」、東線1便に「旭ヶ丘団地入口」「三沢駅（正面口）」）。実証運行路線を新規に追加などを実施[2]。
- 2016年10月1日 - バス停新設（北線に「旭ヶ丘団地中央」、南線に「向山霊園」、東線・南線に「おいらせSC」）。他、経路変更、時間変更などを実施[3]。また、回数券の販売・取り扱いを開始[4]。
- 2018年4月1日 - バス停新設（老人福祉センター前、町営霊園前）、一部名称変更。実証運行路線を、それぞれ南線・北線として本格運用開始。他、経路変更など。運賃は小学生半額となる[5]。（おいらせ町民バスブックの、お知らせページなどを参照）
- 2019年6月1日 - バス停新設（住吉一丁目、気比神社前）、経路変更などを実施。
- 2022年4月1日 - 運行事業者が十和田観光電鉄バスから南部バスに変更。これに伴い､一部路線で減便､東線･南線廃止[6]。（おいらせ町ホームページ･おいらせ町民バスブックの、お知らせページなどを参照）

## 現行路線
（2023年4月1日現在）
※：主要停留所のみ掲載
※：運行経路上の矢印表記は片方向のみの運行
※：運行経路上の < > で囲んだ停留所は一部便のみ乗り入れ

### 市街地循環線
- イオンモール下田 → 間木 → 下田駅前 → 役場本庁舎前 → イオンモール下田 →  <百石高校前 → おいらせ病院 → 百石中央 → 役場分庁舎前 → 秋堂 → 染屋 → イオンモール下田>
  - イオンモール下田 - 下田駅線を再編のうえ、新設。

### 北線
- 向山駅西口 - 木ノ下小学校 - 三沢駅（正面口・県道８号線沿い、町民バス専用バス停） - DCMサンワ前 - マエダモール前 - 緑ヶ丘東 - 鶉久保 - 旭ヶ丘団地入口 - トライアル前 - 旭ヶ丘団地中央 - 木ノ下南 - 木ノ下農村公園前 - 下田公園 - イオンモール下田 - おいらせ病院 - 百石高校前  - 石田温泉病院前
  - 「向山駅西口」発は朝便、｢石田温泉病院前｣発は夕便として運行。
  - 夕便は土・日・祝日、お盆期間、年末年始は運休[7]。

## 廃止路線
（2019年6月1日現在）
※：主要停留所のみ掲載
※：運行経路上の矢印表記は片方向のみの運行
※：運行経路上の < > で囲んだ停留所は一部便のみ乗り入れ
東線
- 行き1便：向山駅西口 → 三沢駅東口 → 二川目境 → 北二川目 → 北一川目 → 百石中学校前 → 洋光台中央 → のびのび館 → 百石案内所 → おいらせ病院 → 分庁舎前 → イオンモール下田
- 2～5便：イオンモール下田 - 分庁舎前 - おいらせ病院 - のびのび館 - 洋光台中央 - 根岸 - イオンモール下田 - 下田公園 - 豊栄 - 北一川目 - 北二川目 - 和の湯前 - 深沢 - 川口 - おいらせ病院 - 分庁舎前 <←のびのび館> - イオンモール下田

南線
- 1便：鍋久保 → 本村東 → 下田駅前 → 老人福祉センター前 → 高校前（百石高校）→ おいらせ病院
- 2～5便：<下田駅前 ← 下田診療所 ← おいらせ町役場前 ← 間木 ← > イオンモール下田 - 下田公園 - 間木 - <おいらせ町役場前 - 下田診療所> - 下田駅前 - 下田診療所 - おいらせ町役場前 - 中下田 - 阿光坊 - 向山駅西口 - 洗平 - <鍋久保> - 本村東 - <赤坂> - 下田駅前 - 下田診療所 - おいらせ町役場前 - 染屋 - 分庁舎前 - おいらせ病院 - <おいらせSC> - のびのび館 - イオンモール下田
- 6便：下田駅前 → 下田診療所 → おいらせ町役場前 → 間木 → イオンモール下田 → 分庁舎前 → おいらせ病院 → のびのび館 → イオンモール下田 → 下田公園 → 間木 → おいらせ町役場前 → 下田診療所 → 下田駅前 → 赤坂 → 本村東 → 鍋久保 → 洗平 → 向山駅西口 → 阿光坊 → 中下田 → おいらせ町役場前 → 下田診療所 → 下田駅前

北線
- 1便・6便：三沢駅（正面口） - サンワドー前 - 鶉久保 - 北公民館 - <旭ヶ丘団地中央> - 豊栄 - 高校前（百石高校） < → おいらせ病院 → 分庁舎前 → 染屋 → 下田駅前 → 間木> - イオンモール下田
- 2～5便： <イオンモール下田→ のびのび館 → 百石案内所 → 分庁舎前 → 染屋 → 下田駅前 → 間木 → > イオンモール下田 - 下田公園 - 豊栄 - 木ノ下屯所前 - 三沢駅東口 - 北公民館 - <向山駅西口> - 苫米地南 - <おいらせ町役場前> - 下田診療所 - 下田駅 < - 老人福祉センター前 - 間木 - 下田公園 - イオンモール下田>

イオンモール下田 - 下田駅線
- 下田駅前 - 下田診療所 - おいらせ町役場前 - 間木 - イオンモール下田

## 運賃
中学生以上全区間200円均一（小学生半額、未就学児童は無料。身体障害者割引はない）。
- おいらせ病院・のびのび館・いきいき館・老人福祉センターの利用者には、各施設にて片道分の無料券を交付。[5]
- 町民バス専用の回数券は、一般回数券が11枚綴り、学生回数券が13枚綴りで、いずれも2000円。
  - イオンモール下田で専用の回数券を販売している。
  - 十和田観光電鉄に運行委託していた時は十和田観光電鉄発行の一般路線向け回数券を町民バスで利用できるようにしていた。
- 定期券は発行しておらず、他事業者で発行している一般路線向け定期券も使用できない。
- 交通系ICカード（ハチカ・Towada SkyBlue Passなど地域連携ICカードも含む）は使用できない。

## その他
- 運行は岩手県北自動車南部支社（南部バス）に委託し八戸営業所が担当[8]。車両は一般路線バス車両を使用。
- 十和田観光電鉄委託時代は正面に「おいらせ町 町民バス」（背景が黄色）の垂れ幕を掲げていた。
- 一部停留所は十鉄バスと兼用している。